# Орехово-Зуево (городской округ)
Городской округ Оре́хово-Зу́ево — бывшее муниципальное образование в Московской области России, упразднённое 1 апреля 2019 года в пользу новообразованного Орехово-Зуевского городского округа.
На его территории существовала административно-территориальная единица (город областного подчинения Орехово-Зуево с административной территорией).
Граничил с городскими округами Павловский Посад и Электрогорск на западе и Ликино-Дулёво на юге. На севере проходила граница с Петушинским районом Владимирской области.

## История
При создании муниципального образования городской округ Орехово-Зуево его границы были определены законом от 29 декабря 2004 года «О статусе и границе городского округа Орехово-Зуево (с изменениями на 3 июня 2011 года)» и первоначально в него вошёл один населённый пункт — город Орехово-Зуево.
1 января 2018 года Орехово-Зуево получил расширенный статус — город областного подчинения с административной территорией..
1 января 2018 года в городской округ Орехово-Зуево из состава ликвидированного Орехово-Зуевского муниципального района вошли упразднённые сельские поселения:
- Верейское;
- Демиховское;
- Малодубенское.

Законом Московской области от 20 марта 2019 года городские округа Орехово-Зуево и Ликино-Дулёво с 1 апреля 2019 года объединены единое муниципальное образование Орехово-Зуевский городской округ.

## Население
| 2008     | 2009     | 2010     | 2011     | 2012     | 2013     | 2014     |
| -------- | -------- | -------- | -------- | -------- | -------- | -------- |
| 121 605  | →121 605 | ↘120 670 | ↗121 317 | →121 317 | ↗121 377 | ↘120 699 |
| 2015     | 2016     | 2017     | 2018     | 2019     |          |          |
| ↘120 184 | ↘120 165 | ↘119 956 | ↗133 713 | ↘132 718 |          |          |

## Населённые пункты
| №  | Населённый пункт   | Тип              | Население | бывшее до 1.1.2018 муниципальное образование |
| -- | ------------------ | ---------------- | --------- | -------------------------------------------- |
| 1  | Орехово-Зуево      | город, центр     | ↘104 728  | Орехово-Зуево                                |
| 2  | Барская Гора       | посёлок          | ↘5        | Верейское                                    |
| 3  | Большая Дубна      | деревня          | ↘130      | Малодубенское                                |
| 4  | Будьково           | деревня          | ↗182      | Верейское                                    |
| 5  | Верея              | посёлок          | ↗2427     | Верейское                                    |
| 6  | Войново-Гора       | деревня          | ↘317      | Верейское                                    |
| 7  | Демихово           | деревня          | ↗6760     | Демиховское                                  |
| 8  | Дорогали Вторые    | посёлок          | ↗4        | Верейское                                    |
| 9  | Дровосеки          | деревня          | ↗365      | Верейское                                    |
| 10 | Исаакиевское Озеро | посёлок          | ↗56       | Малодубенское                                |
| 11 | Кабановская Гора   | посёлок          | ↘25       | Верейское                                    |
| 12 | Красная Дубрава    | деревня          | ↗420      | Демиховское                                  |
| 13 | Крольчатник        | местечко         | ↘68       | Малодубенское                                |
| 14 | Малая Дубна        | деревня          | ↘1968     | Малодубенское                                |
| 15 | Малиновские Луга   | посёлок          | ↘67       | Верейское                                    |
| 16 | Нажицы             | деревня          | ↗92       | Демиховское                                  |
| 17 | Нестерово          | деревня          | ↗71       | Демиховское                                  |
| 18 | Никулино           | деревня          | ↘66       | Малодубенское                                |
| 19 | Ожерелки           | деревня          | ↘96       | Малодубенское                                |
| 20 | Озерецкий          | посёлок          | ↘935      | Верейское                                    |
| 21 | Орловка            | посёлок          | ↗13       | Верейское                                    |
| 22 | 1-го Мая           | посёлок          | ↗34       | Верейское                                    |
| 23 | Плотава            | деревня          | ↗36       | Малодубенское                                |
| 24 | Поточино           | деревня          | ↘46       | Малодубенское                                |
| 25 | Поточино           | посёлок ж.д. ст. | ↘0        | Малодубенское                                |
| 26 | Пригородный        | посёлок          | ↘32       | Малодубенское                                |
| 27 | Приозерье          | посёлок          | ↗221      | Верейское                                    |
| 28 | Прокудино          | посёлок          | ↗121      | Верейское                                    |
| 29 | Сермино            | деревня          | ↗15       | Демиховское                                  |
| 30 | Снопок Новый       | посёлок          | ↘962      | Верейское                                    |
| 31 | Снопок Старый      | посёлок          | ↗25       | Верейское                                    |
| 32 | Тепёрки            | деревня          | ↗48       | Малодубенское                                |
| 33 | Тополиный          | посёлок          | ↗31       | Верейское                                    |
| 34 | Трусово            | деревня          | ↗47       | Малодубенское                                |
| 35 | Фёдорово           | деревня          | ↗374      | Демиховское                                  |
| 36 | Щербинино          | деревня          | ↗193      | Демиховское                                  |
| 37 | Щучье Озеро        | посёлок          | →1        | Верейское                                    |